# Iuno Covella
Iuno Covella (auch Iuno Kalendaris) war eine römische Mondgöttin.
In ihrem Charakter als „Geburtsgöttin“ war sie für die Ausrufung von Kalendertagen im römischen Kalender zuständig. Vom zugehörigen Ritual der Anrufung („kalo“) leitet sich der Bezeichnung Kalendae ab.

## Etymologie
Die Etymologie für die Zusatzbezeichnung „Covella“ ist nicht geklärt. Die öfter verwendete Verbindung von „Covella“ und „kalo“ für „Ausrufen“ kann nach neueren Ergebnissen nicht mehr aufrechterhalten werden; ebenso nicht die Ableitung von „cavus“. Der Versuch, „luna cava“ im Sinne von „hohler Mond“ mit dem Begriff „Mondsichel“ zu identifizieren, scheitert an der technischen Verwendung bei Plinius dem Älteren für den abnehmenden Mond.
Ergänzende Gleichsetzungen mit „caula“ als „Göttin des Eingangs“ fußen auf der fehlerhaften Annahme, dass kein Gestirnskult betrieben wurde. Weitere Interpretationen mit Rückgriff auf „covere“, die in Ableitung „convendla“ für „die Acht geben soll“ vermutet werden, stehen gleichfalls auf unsicherem Fundament.

## Römischer Kalender
Die traditionelle Anrufung der „Iuno Covella“ reicht bis in die Anfänge der Römischen Republik zurück, da das zugehörige Ritual nur im Zusammenhang eines Mondkalenders einen logischen Sinn ergibt. An den Kalenden, kurz nach Neumond, wurden Beobachtungen durch einen königlichen Schreiber im Verbund mit einigen Patriziern vorgenommen, um die Differenztage bis zum nächsten Ausrufungstag abzuschätzen. Mit einem der hinzugerufenen obersten Priester, dem Rex sacrorum, erfolgte der Gang zu dem kleinen Heiligtum Curia Calabra, das auf dem Kapitol in der Nähe der historischen Unterkunft des legendären Stadtgründers Romulus stand.
Nachdem ein Opfer vom königlichen Schreiber und dem Rex sacrorum dargebracht wurde, folgte die mehrmalige Anrufung an die Göttin, wobei die Anzahl der Sätze „Ich rufe dich, Iuno Covella“ mit den Differenztagen zum jeweiligen Ereignis übereinstimmte. Zeitgleich opferte die Gattin des Rex sacrorum in der Regia der Göttin Iuno ein weibliches Schaf oder Schwein. Am ausgerufenen Tag erschienen Teile der Bevölkerung Roms, um die Ansetzung der Feiertage im römischen Kalender für den jeweiligen Monat zu vernehmen.